# Bisdom Duque de Caxias
Het bisdom Duque de Caxias (Latijn: Dioecesis Caxiensis) is een rooms-katholiek bisdom met als zetel Duque de Caxias, in Brazilië. Het bisdom is suffragaan aan het aartsbisdom São Sebastião do Rio de Janeiro.

## Geschiedenis
Het bisdom werd opgericht op 11 oktober 1980, uit delen van de bisdommen Nova Iguaçu en Petrópolis. 

## Parochies
Het bisdom had in 2021 een oppervlakte van 503 km2 en telde 1.397.530 inwoners waarvan 79,1% rooms-katholiek was.

## Bisschoppen
- Mauro Morelli (25 mei 1981 - 30 maart 2005)
- José Francisco Rezende Dias (30 maart 2005 - 30 november 2011)
- Tarcísio Nascentes dos Santos (1 augustus 2012 - heden)

São Sebastião do Rio de Janeiro (aartsbisdom) · Barra do Piraí-Volta Redonda · Duque de Caxias · Itaguaí · Nova Iguaçu · Valença